# افسانه دسپرو (فیلم)
افسانه دسپرو (به انگلیسی: The Tale of Despereaux) یک پویانمایی ماجراجویی و فانتزی به کارگردانی سم فل و رابرت استیون‌هاگن محصول ۲۰۰۸ است. این فیلم بر پایه رمانی به همین نام اثر کیت دی‌کامیلو ساخته شده است. سیگورنی ویور راوی و متیو برودریک، اما واتسون و داستین هافمن از جمله صداپیشگان  این پویانمایی‌اند.